# Duiveland (gemeente)
Duiveland is een voormalige gemeente in de Nederlandse provincie Zeeland. De gemeente ontstond op 1 januari 1961 door samenvoeging van de gemeenten Nieuwerkerk, Oosterland en Ouwerkerk. Het gemeentehuis stond in Nieuwerkerk. Sinds de gemeentelijke herindeling van 1 januari 1997 maakt het gebied deel uit van de gemeente Schouwen-Duiveland.
De gemeente had een voornamelijk agrarisch karakter en bestond uit de dorpen Nieuwerkerk, Oosterland, Ouwerkerk en Sirjansland. In 1996, een jaar voor de opheffing, had de gemeente 5802 inwoners; de oppervlakte bedroeg 54,30 km², waarvan 9,38 km² water.

## Wapen en vlag
Het gemeentewapen is afgeleid van de wapens van de drie samengevoegde gemeenten. Alle drie de gemeentewapens bevatten geren die oorspronkelijk uit het wapen van het eiland Duiveland komen. In het nieuwe wapen is gekozen voor de versie van Nieuwerkerk, waarin de geren doorlopen tot de schildrand. Het gouden schildhoofd is volgens het raadsvoorstel afkomstig van Ouwerkerk, hoewel Nieuwerkerk een identiek schildhoofd had. De drie ruiten van azuur (blauw) in het schildhoofd zijn afkomstig uit het wapen van Oosterland. Hierbij zijn de kleuren omgewisseld, het wapen van Oosterland bevatte drie gouden ruiten in een blauw schildhoofd. Het wapen werd bevestigd op 19 februari 1962.

De gemeentevlag is een variant van het wapen, met de ruiten aan de broekingzijde. De vlag werd door de gemeenteraad vastgesteld op 27 maart 1969.